# Воробйов Дмитро Олександрович
Дмитро Олександрович Воробйов (* 27 серпня 1977, Краснодар) — український футболіст, що грав на позиції воротаря.

## Кар'єра
Вихованець футбольної школи клубу «Кубань» з рідного Краснодара. У 16-річному віці переїхав до Донецька, відгукнувшись на пропозицію продовжити навчання у футбольній академії «Шахтаря». З 1997 року залучався до ігор другої команди донецького клубу. Навесні 1999 року декілька разів включався до заявки головної команди «Шахтаря», однак на поле у її складі так й не виходив.
Згодом повернувся до «Кубані», яка викупила його трансфер. У краснодарському клубі закріпитися не зміг і перейшов на умовах оренди до «Спартака» з Єревану, який невдовзі об'єднався з клубом «Бананц». Воробйов став основним голкіпером єреванської команди, вигравши разом з нею у 2003 році срібні медалі чемпіонату Вірменії та ставши у тому ж сезоні найкращим воротарем першості. Завдяки впевненим виступам у складі «Бананца» викликався на збори збірної Вірменії, оскільки розглядався варіант надання йому вірменського громадянства та залучення до складу національної команди.
Однак вже на початку 2004 року Воробйов повертається до Донецька, де укладає контракт з місцевим «Металургом». У клубі є резервним воротарем, за 6 років виступів за «Металург» виходив у його складі в рамках чемпіонатів України лише 34 рази. Восени 2005 року провів половину сезону в оренді в запорізькому «Металурзі», у складі якого також був резервним воротарем, брав участь лише в одній грі основної команди у чемпіонаті.
Виступаючи у Донецьку, отримав громадянство України. Завершив професійні виступи на футбольному полі 2013 року.

## Досягнення
- Срібний призер чемпіонату Вірменії: 2003.